# Kanosh (Utah)
Pour le chef amérindien, voir Kanosh.
La ville américaine de Kanosh est située dans le comté de Millard, dans l’Utah. Lors du recensement de 2000, sa population s’élevait à 485 habitants.

## Source
- (en) Cet article est partiellement ou en totalité issu de l’article de Wikipédia en anglais intitulé « Kanosh, Utah » (voir la liste des auteurs).